# Александровский сельсовет (Рыбинский район)
Александровский сельсовет — сельское поселение в Рыбинском районе Красноярского края.
Административный центр — село Александровка.

## История
Статус и границы сельского поселения установлены Законом Красноярского края от 18 февраля 2005 года № 13-3019 «Об установлении границ и наделении соответствующим статусом муниципального образования Рыбинский район и находящихся в его границах иных муниципальных образований»

## Население
| 2010 | 2012 | 2013  | 2014  | 2015  | 2016  | 2017  |
| ---- | ---- | ----- | ----- | ----- | ----- | ----- |
| 970  | ↗995 | ↗1005 | ↗1027 | ↗1031 | ↗1044 | ↗1057 |

## Состав сельского поселения
| № | Населённый пункт | Тип населённого пункта       | Население |
| - | ---------------- | ---------------------------- | --------- |
| 1 | Александровка    | село, административный центр | 644       |
| 2 | Высотино         | деревня                      | 76        |
| 3 | Искра            | деревня                      | 0         |
| 4 | Новая Печера     | деревня                      | 199       |
| 5 | Новая Прилука    | деревня                      | 51        |

## Местное самоуправление
Александровский сельский Совет депутатов. Срок полномочий5 лет. Количество депутатов:  10
Глава муниципального образования
- Затинщиков Сергей Алексеевич. Дата избрания :14.03.2010. Срок полномочий: 5 лет